# فرودگاه راجا هموندری
 فرودگاه راجا هموندری (به انگلیسی: Rajahmundry Airport) یک فرودگاه همگانی با کد یاتا RJA است که یک باند فرود آسفالت دارد و طول باند آن ۱۷۴۰ متر است. این فرودگاه در شهر راجاماهندری کشور هند قرار دارد و در ارتفاع ۴۶ متری از سطح دریا واقع شده است.